# Куріцин Василь Іванович
Василь Іванович Куріцин (20 січня 1892, село Липня Муромського повіту Владимирської губернії, тепер Владимирської області, Російська Федерація — розстріляний 5 листопада 1937, Москва) — радянський господарський діяч, директор Луганського паровозобудівного заводу імені Жовтневої Революції. Кандидат у члени ЦК ВКП(б) у липні 1930 — червні 1937 р. Член ЦК КП(б)У в січні 1934 — травні 1937 року.

## Біографія
Народився в родині прикажчика олійного заводу. У 1904 році закінчив сільську школу села Липня Муромського повіту.
У 1907—1912 роках — учень слюсаря, слюсар Мордовщиковської судноверфі в селі Липня.
У 1912—1915 роках — слюсар заводу Російсько-Балтійського акціонерного товариства в місті Ревелі (тепер — Таллінні).
У 1915—1918 роках — рядовий 53-ї артилерійської бригади російській армії, учасник Першої світової війни.
Член РСДРП(б) з квітня 1917 року.
У лютому — липні 1918 року — член заводського комітету, голова робітничого контролю Мордовщиковської судноверфі в селі Липня Владимирської губернії.
У липні 1918 — березні 1919 року — член колегії заводоуправління Кулебацького гірничого заводу Ардатовського повіту Нижньогородської губернії. У березні 1919 — серпні 1920 року — член колегії управління Приокського гірничого округу в місті Викса Нижньогородської губернії. У серпні 1920 — 1921 року — голова колегії управління Приокського гірничого округу. У 1921 — вересні 1922 року — директор Виксунського металургійного заводу Приокського гірничого округу Нижньогородської губернії.
У вересні 1922 — жовтні 1926 року — директор залізоробного і механічного заводу «Красное Сормово» в місті Сормово Нижньогородської губернії.
У жовтні 1926 — грудні 1931 року — голова правління Державного об'єднання машинобудівних заводів Вищої ради народного господарства (ВРНГ) СРСР.
У січні 1932 — жовтні 1933 року — директор суднобудівного заводу «Красное Сормово» Нижньогородського краю.
У жовтні 1933 — травні 1935 року — директор Луганського (Ворошиловградського) паровозобудівного заводу імені Жовтневої Революції Донецької області.
У травні 1935 — травні 1936 року — начальник Центрального управління паровозного господарства Народного комісаріату шляхів сполучення СРСР. У травні 1936 — квітні 1937 року — керуючий тресту паровозоремонтних заводів Народного комісаріату шляхів сполучення СРСР.
У квітні — серпні 1937 року — керуючий тресту комунального обладнання Народного комісаріату місцевої промисловості РРФСР.
16 серпня 1937 року заарештований органами НКВС. 5 листопада 1937 року засуджений до страти, розстріляний і похований на Донському кладовищі Москви.
19 травня 1956 року посмертно реабілітований, відновлений в членах КПРС 9 липня 1956 року.

## Нагороди
- орден Трудового Червоного Прапора (4.04.1936)